# Октябрьская улица (Пенза)
У́лица Октя́брьская — улица в Пензе. Расположена в историческом центре города. Проходит от улицы Московской до улицы Плеханова.
Является одной из самых зелёных улиц Пензы.

## История

Угол Московской улицы и Ярморочной площади в начале XX века

До Революции именовалась Ярмарочной площадью по проходившей здесь каждый год ярмарке. В 1873—1880 годах на площади была построена Богоявленская церковь именуемая в народе «Новым Спасителем», дабы отличать её от стоявшей восточнее у реки Суры Вознесенской церкви — «Старого Спасителя». В 1879—1881 годах на площади западнее церкви был разбит сквер с фонтаном, в 1880 году в связи с близостью улицы с Сызрано — Моршанской железной дорогой на ней было построено в псевдоготическом стиле и открыто Техническое Железнодорожное училище (дом № 5). В 1895 году по проекту архитектора В. П. Семечкина со стороны улицы Московской была построена часовня в честь проезда через Пензу цесаревича Николая Александровича (будущего Николая II). У церкви также была построена ранее колокольня (высота 40 м). Она обрушилась в 1891 году и до революции на её месте стояла деревянная звонница. В 1910-х годах площадь была
1917—1924 годы сильно изменили облик города Пензы. Не стала исключением и Ярмарочная площадь. За семь лет были снесены часовня и звонница, уничтожены купола храма, а сам он превратился в Клуб железнодорожников им. Ф. Э. Дзержинского. Был уничтожен фонтан и снесены многие торговые дома и лавки на территории площади. В 1936—1939 годах училище было достроено ещё 2-мя этажами а все элементы псевдоготики были утрачены.
В 2021 году здание ДК имени Дзержинского было возвращено РПЦ.

## Исторические здания
Нечётная сторона:
- На месте дома № 1 расположен сквер, разбитый в 2022 году, вплотную примыкающий к Администрации Железнодорожного района. В центре установлена доска почёта железнодорожного района.
- Дом № 3/Володарского 89 является одним из немногих сохранившихся домов на улице Октябрьской построенных в 19 веке. В нём размещался торговый дом.
- Дом № 5/Володарского 98. На протяжении уже 140 лет в нём размещается железнодорожное училище открытое в 1880 году. Сейчас это когда того красивое здание в псевдоготическом стиле, легко спутать с советским зданием. Сейчас это филиал «Самарского Государственного университета путей сообщения». На доме установлены мемориальные доски: А. И. Медведкину, П. И. Паршину и героем-афганцам.Пензенское железнодорожное училище до Революции

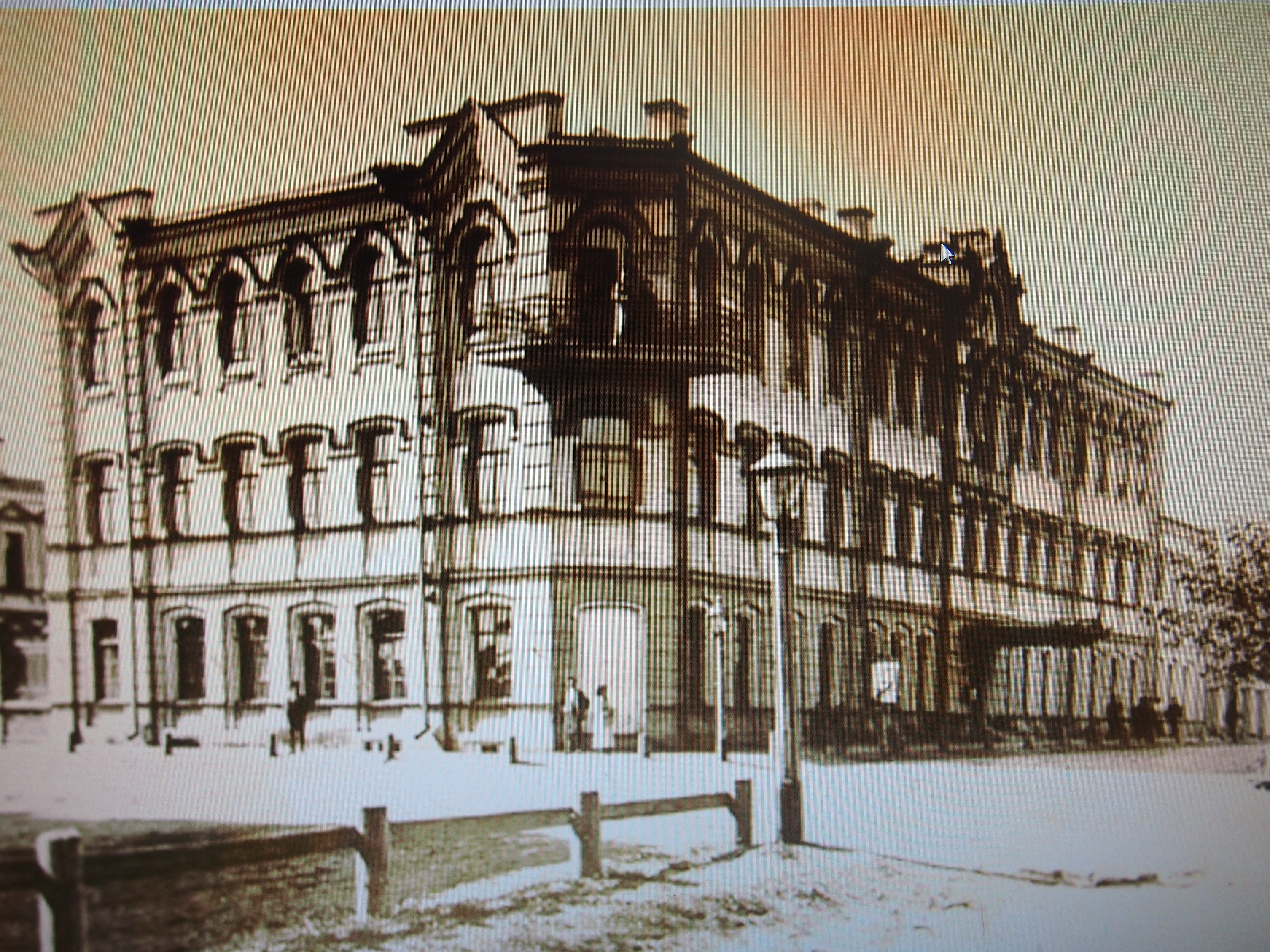
Пензенское железнодорожное училище до Революции

- На месте дома № 9 располагается Октябрьский сквер в центре которого находится единственное в мире «Светофорное дерево» состоящее из 36 светофоров, горящих ночью, оно было установлено в 2011 году.

Чётная сторона:
- Дом № 2/Московская 116. Храм во имя Богоявления Господня построен в 1874-18880 годах. Бывший дом культуры имени Дзержинского (с 1923) в котором выступали А. В. Луначарский и Р. С. Землячка. Клуб закрыт в 2021 году и передан РПЦ, в настоящее время ведётся восстановление колокольни и куполов храма. Перед клубом был установлен памятник Ф. Э. Дзержинскому.
- Между домами 2 и 4 расположился на половину бывшей Ярмарочной площади сквер имени Ф. Дзержинского в центре которого стоит памятник Пограничникам, а в юго-восточной части памятник Ф. Э. Дзержинскому. Сквер примыкает северо-западным углом к Привокзальной площади, северо-восток выходит на улицу Московскую.